# Megastigmus spermotrophus
Megastigmus spermotrophus is een vliesvleugelig insect uit de familie Torymidae. De wetenschappelijke naam is voor het eerst geldig gepubliceerd in 1893 door Wachtl.